# 364
Новий поділ Римської імперії на Східну й Західну. У Китаї правління династії Цзінь. В Індії починається період імперії Гуптів. У Японії триває період Ямато. У Персії править династія Сассанідів.
На території лісостепової України Черняхівська культура. У Північному Причорномор'ї готи й сармати. Історики VI століття згадують плем'я антів, що мешкало на території сучасної України приблизно з IV сторіччя.

## Події
- 17 лютого після 8 місяців правління помер імператор Йовіан.
- Військо проголосило імператором трибуна Валентиніана.
- 25 лютого призначення нового імператора затверджене на нараді в Нікеї.
- 28 березня брата імператора Валента призначено августом.
- Валентиніан I отримав у правління західну частину імперії, Валент — східну.
- Церковний собор у Лаодікеї намагався встановити біблійний канон, але йому це не вдалося.

## Померли
- Йовіан, римський імператор.